# 1000 koni
1000 koni – singel polskiego rapera Bedoesa z jego drugiego albumu studyjnego, zatytułowanego Kwiat polskiej młodzieży. Singel został wydany 30 listopada 2018.
Nagranie uzyskało w Polsce certyfikat platynowej płyty, przekraczając liczbę 50 tysięcy sprzedanych kopii.

## Geneza utworu i historia wydania
Utwór napisali i skomponowali Borys Przybylski, Faded Dollars oraz Jakub Salepa, który również odpowiada za produkcję utworu.
Singel ukazał się w formacie digital download 30 listopada 2018 w Polsce za pośrednictwem wytwórni płytowej SBM Label. Piosenka została umieszczona na drugim albumie studyjnym Beodesa – Kwiat polskiej młodzieży.

## Lista utworów
- Digital download[4]

1. „1000 koni” – 1:56

## Certyfikaty
| Kraj          | Certyfikat      | Sprzedaż |
| ------------- | --------------- | -------- |
| Polska (ZPAV) | platynowa płyta | 50 000+  |